# Halo. Первый удар
Halo: First Strike (рус. Первый удар) — фантастический роман из серии «Halo» написанный Эриком Ниландом. Книга основана на серии игр «Halo», и сюжет происходит после действия «Halo: Combat Evolved» и до начала «Halo 2».

## Сюжет
Во время Битвы за Предел 30 августа 2552 года, последней линией обороны Космического Командования Объединённых Наций (англ. United Nations Space Command) являются орбитальные платформы Орудий Магнитного Ускорения (англ. Magnetic Accelerator Cannon). Понимая что только эти ОМУ удерживают флот ковенантов от полного уничтожения Предела, командир отряда SPARTAN-II, Master Chief (Джон-117), посылает большую часть спартанцев, обозначенную как Красная Команда, на поверхность планеты чтобы защитить наземные термоядерные генераторы ОМУ любой ценой. Но это оказывается бесполезным, так как флот ковенантов начинает орбитальную плазменную бомбёжку, превращая поверхность планеты в стекло. Оставшиеся в живых спартанцы прячутся в катакомбах под поверхностью и находят доктора Кэтрин Элизабет Халси, создателя проекта SPARTAN-II. Спартанцы и Халси обнаруживают пещеру Предтечей под базой Замок, штаба флотской разведки. В ней, Халси находит загадочный кристаллоподобный артефакт, способный искажать пространство и время. Люди забирают артефакт и прячут его от сил ковенантов, ищущих его (именно поэтому эта часть планеты не подверглась бомбёжке).

### Руины Альфа-Halo
Начиная там же где закончилась первая игра, Master Chief и бывшая ИИ «Столпа Осени» Кортана плывут в космосе 22 сентября 2552 года на борту космического истребителя «Длинный Меч». Прошло три дня с тех пор как крейсер упал на Halo. Master Chief обнаруживает оставшийся транспорт «Пеликан», который также оказался в поле обломков Halo. В нём оказались сержант Эйвери Джонсон, лейтенант Хэверсон, пилот Поласки, капрал Локлир и криогенная камера со спартанкой Линда-058. Вместе, они планируют вернуться на Землю захватив флагман флота ковенантов, «Восхождение Правосудия» (англ. Ascendant Justice).
Захватив корабль, экипаж прыгает к планете Предел. Это было сделано потому, что Протокол Коула требует, чтобы в случае захвата вражеского корабля, он должен быть тщательно обыскан на предмет устройств для пеленга. Так как земной флот Предела был уничтожен ковенантами, то Кортана надеялась найти там человеческий корабль годный для прыжка к Земле. Master Chief также желал узнать судьбу своего отряда, которых он послал на поверхность планеты.

### Предел
Прибыв к Пределу, Master Chief принимает кодовый сигнал от выживших спартанцев, а также от нескольких других выживших солдат во главе с вице-адмиралом Данфортом Уиткомбом. Исследуя Предел, Master Chief также обнаруживает доктора Халси и выживших спартанцев вместе с кристаллом Предтечей, который, по-видимому, исказил время чтобы Master Chief и Кортана смогли спасти доктора и других. Артефакт переместил доктора Халси и спартанцев на 15 дней вперёд чтобы они все встретились. Пока это всё происходит на планете, Кортана узнала что ковенантам стали известны координаты Земли и что они собирают огромный флот для уничтожения колыбели человечества.
Затем, людям приходится отбиваться от множества нападающих ковенантов, желающих заполучить кристалл. Во время прыжка в пространство скольжения, доктор Халси узнала что этот артефакт также меняет свойства этого пространства.
«Восход Правосудия» и преследующие корабли ковенантов оказались заперты в слое между обычным трёхмерным пространством и пространством скольжения. В перестрелке, которую затеяли ковенанты, погибли множество их же кораблей, так как их плазменные торпеды перемещались по непредсказуемым траекториям. Но также в этой битве погибли два спартанца и пилот Поласки от случайного попадания торпеды. Вернувшись в систему Эридан, люди решили уйти от преследования в поясе астероидов, обнаружив там базу людей-повстанцев. На базе, доктор Халси усыпляет Келли-087 и похищает её на малом корабле «Беатрис» класса «Рукокрылый» (дальнейшая судьба доктора Халси и Келли описывается в книге «Halo: Ghosts of Onyx»). Прежде чем сбежать, доктор отдаёт кристалл Предтечей капралу Локлеру, предполагая, что тот не станет сохранять кристалл, если появится необходимость его уничтожить. Локлер, который был влюблён в Поласки, взрывает артефакт, но сам погибает от вызванного этим огромного всплеска радиации.

### «Непреклонный Пастырь»
Зная что ковенанты готовятся уничтожить Землю, Master Chief и другие спартанцы решают дать защитникам больше времени. Для этого, они летят в место сбора флота чтобы прервать их операции в решающем «первом ударе». Спартанцы успешно внедряются в командную космическую станцию ковенантов под названием «Непреклонный Пастырь» (англ. Unyielding Hierophant) и, с помощью копии Кортаны, активируют систему самоуничтожения станции, однако во время этого задания погибает спартанка. Выбравшись из станции, спартанцы узнают, что вице-адмирал Уиткомб и лейтенант Хэверсон заставили ковенантов поверить что у них на борту всё ещё есть артефакт Предтечей и ведут корабль прямо к «Непреклонному Пастырю». Когда флот ковенантов окружает их, станция взрывается, уничтожая почти все вражеские корабли. Master Chief, Фред-104, Линда-058, Уил-043, сержант Джонсон и Кортана используют отремонтированный человеческий фрегат чтобы вернуться на Землю.
Книга заканчивается на космической станции «Высокое Милосердие», где Высший Пророк Истины и вождь Грубых Тартар обсуждают потерю Альфа Halo. Игра «Halo 2» начинается сразу после этого.